# Pierre Ruetschi
Pierre Ruetschi, né en 1959, est un journaliste suisse.

## Biographie
Pierre Ruetschi, journaliste, ancien rédacteur en chef de la Tribune de Genève (2006 - 2018), est le directeur du Club suisse de la Presse - Geneva Press Club depuis le 1er septembre 2019 basé à Genève.
Après avoir passé une maturité classique au Gymnase de la Cité à Lausanne, Pierre Ruetschi obtient une licence en sciences politiques et études internationales de l'Université de Genève et de l'Institut universitaire de hautes études internationales et du développement (IHEID) à Genève.
il commence sa carrière de journaliste en 1984 à l'agence Associated Press à Berne, avant de rejoindre la Tribune de Genève où il est nommé responsable de la rubrique enquête et reportages à 28 ans. Il occupe le poste de correspondant à Washington, D.C. (USA) de 1995 à 2000 pour La Tribune de Genève et 24 heures. Après avoir été nommé rédacteur en chef adjoint et responsable des activités multimédia de ce dernier quotidien en 2001, il accède au poste de rédacteur en chef en octobre 2006 qu'il occupe jusqu'en août 2018. Pierre Ruetschi est chroniqueur régulier à la radio alémanique SRF3 et à la Tribune de Genève. Il est également chargé de conférences sur l'évolution de la presse au Media@Lab de l'Université de Genève.